# Mobi Fehr
Mobi Fehr (* 13. Dezember 1994 in New York City, New York) ist ein Fußballer auf der Position eines Mittelfeld- und Abwehrspielers mit US-amerikanischer, Schweizer und japanischer Staatsangehörigkeit.

## Karriere
Mobi Fehr wurde am 13. Dezember 1994 in New York City im US-Bundesstaat New York geboren, wodurch er die US-amerikanische Staatsangehörigkeit besitzt. Durch seine aus der Schweiz bzw. aus Japan stammenden Eltern besitzt er auch die Staatsangehörigkeit von Mutter und Vater. Nachdem er seine ersten fünf Lebensjahre in den Vereinigten Staaten verbracht hatte, zog er mit seinen Eltern im Jahre 2000 nach Japan, wo er fortan aufwuchs. Neben Englisch spricht er auch noch verschiedene weitere Sprachen, darunter Japanisch und Deutsch. Nachdem er einen Großteil seiner Nachwuchszeit bei Tokyo Verdy verbracht hatte und dort diverse Nachwuchsmannschaften durchlief, kam er noch in dieser Zeit zu ersten Einsätzen in den Juniorennationalteams der Vereinigten Staaten. Im Jahre 2010 kam er erstmals beim United States Soccer U-17 Residency Program an der IMG Academy in Bradenton, Florida, unter. Dabei kam er zwischen August und Dezember 2010 in sechs U-17-Länderspielen zum Einsatz und absolvierte jeweils die volle Spieldauer bei den 2010 Nike International Friendlies gegen Südkorea, Brasilien und die Türkei.
Im Jahre 2011 agierte er als einer der Schlüsselspieler in der US-amerikanischen U-17-Auswahl und verhalf dieser zum Gewinn der CONCACAF U-17-Meisterschaft 2011. Unter dem Kolumbianer Wílmer Cabrera startete er in den ersten vier Spielen, den zwei Gruppenspielen und den zwei Spielen in der Finalrunde, von Beginn an und wurde nur beim 3:0-Finalsieg über Kanada als Ersatzspieler eingesetzt. In seiner Mannschaft kam er dabei auf die zweitmeisten Einsatzminuten während des Turniers. Als eine der vier besten Mannschaften des Turniers schafften die Vereinigten Staaten somit problemlos die Qualifikation für die anschließende U-17-WM 2011 in Mexiko, an der Fehr ebenfalls als Stammkraft mitwirkte. Als Teil des 21-Mann-Aufgebots wurde der im Nationalteam hauptsächlich als Innenverteidiger eingesetzte Fehr, der es bis zum Turnierstart bereits auf zehn Länderspiele im Jahr 2011 gebracht hatte, in den drei Gruppenspielen von Beginn an eingesetzt. Nach dem Einzug in die Finalrunde war er auch in der Partie gegen Deutschland über die vollen 90 Minuten im Einsatz, konnte jedoch die klare 0:4-Niederlage seines Teams nicht abwenden. Zusammen mit seinen WM-Einsätzen brachte es Mobi Fehr somit zu 14 Länderspielen im Jahr 2011. Im Jahr 2012 wurde er erstmals in den U-18-Kader der USA einberufen und nahm am alljährlichen Turnier in der portugiesischen Hauptstadt Lissabon teil. Beim im Mai 2012 ausgetragenen Turnier startete er in zwei Spielen von Beginn an.
Noch bevor er erstmals in die U-18-Nationalmannschaft einberufen wurde, holte ihn Tab Ramos in die U-20-Nationalmannschaft der USA. Dabei nahm er von 20. Februar bis 1. März 2012 an einem Trainingscamp der Mannschaft in Clermont, Florida, teil. Ebenfalls im Jahr 2012 schaffte Fehr den Sprung von Japan nach Europa, wo er von der Nachwuchsabteilung des FC Basel aufgenommen wurde, hierbei jedoch nicht lange zum Einsatz kam. Über eine gewichtete Auslosung in der Draft Lottery der Major League Soccer (MLS), einer sogenannten Rekrutierungslotterie, schaffte Fehr bereits am 18. Dezember 2012 den Sprung in die höchste nordamerikanische Fußballliga, als er vom Franchise Portland Timbers aufgenommen wurde. Davor nahm er bereits seit Herbst 2012 am Training mit den US-Amerikanern teil. Obwohl er danach im Kader des MLS-Franchises stand, blieb es vorerst lediglich bei Trainingseinsätzen bei den Profis und Meisterschaftseinsätzen mit der 2. Mannschaft in der MLS Reserve League. In dieser kam Fehr in sechs Spielen zum Einsatz, von denen er in drei von Beginn an am Rasen war und selbst torlos blieb. Bei den beiden ersten Spielen seiner Mannschaft im Lamar Hunt U.S. Open Cup 2013, dem Drittrundenspiel gegen die Wilmington Hammerheads und dem Viertrundenspiel gegen die Tampa Bay Rowdies, saß Mobi Fehr einsatzlos auf der Ersatzbank. Im weiteren Verlauf des Turniers schaffte es das Franchise bis ins Halbfinale, wo es dem Ligakonkurrenten Real Salt Lake mit 1:2 unterlag. Fehr war in den Viertel- und Halbfinalpartien nicht mehr im offiziellen Aufgebot der Portland Timbers. Hauptgrund hierfür war die Vertragsauflösung von Seiten des Franchises Ende Juni 2013, woraufhin Fehr vereinslos wurde. Als Ersatz engagierte das Franchise den Jamaikaner Alvas Powell auf Leihbasis von Portmore United FC.
Nach seinem Rauswurf bei den Portland Timbers trat er die Heimreise nach Japan an, wo er daraufhin noch vor Beginn des Spieljahres 2014 vom SC Sagamihara aus Sagamihara in der Präfektur Kanagawa aufgenommen wurde. Mit der Mannschaft startete er in das Debütjahr der neuen dritthöchsten japanischen Profiliga und wurde in der 32 der 33 möglich gewesenen Ligaspiele eingesetzt, wobei er drei Treffer beisteuerte. Mit der Mannschaft erreichte er im Endklassement einen sechsten Tabellenplatz und qualifizierte sich nicht für den angesehenen Kaiserpokal. Auch im darauffolgenden Spieljahr 2015 gehörte der US-amerikanisch-schweizerisch-japanische Fußballspieler zur Stammbesetzung des japanischen Drittligisten und absolvierte in diesem Jahr 27 torlose Meisterschaftseinsätze. Abermals scheiterte die Mannschaft an der Qualifikation für den Kaiserpokal, belegte jedoch in der Liga den vierten Tabellenplatz im Endklassement. Nachdem sein Vertrag mit Jahresende 2015 ausgelaufen war, war Fehr fortan vereinslos und nahm an diversen Probetrainingseinheiten bei verschiedenen Klubs teil. So unter anderem auch im November 2016 vor dem Beginn des Spieljahres 2017 in der V.League 1, der höchsten vietnamesischen Fußballliga.
In dieser begann er daraufhin auch bei Hoàng Anh Gia Lai, bei denen er einen Einjahresvertrag unterzeichnet hatte, zu spielen. Im gesamten Spieljahr 2017 brachte es Fehr daraufhin zu 24 von 26 möglich gewesenen Ligaeinsätzen und erzielte hierbei zwei Tore. Sein auslaufender Vertrag wurde in weiterer Folge nicht verlängert, was zu einer abermaligen Vereinslosigkeit Fehrs führte. Nach über einem Jahr ohne Vereins schloss sich Fehr im März 2019 dem Fußball-Franchise Las Vegas Lights mit Spielbetrieb in der zweitklassigen US-amerikanischen USL Championship an und debütierte, nachdem er im ersten Saisonspiel noch ohne Einsatz auf der Ersatzbank gesessen hatte, am 17. März 2019 gegen Oklahoma City Energy. Das Spieljahr 2019 beendete die Mannschaft auf dem 13. Platz der Western Conference. Fehr wurde von Eric Wynalda in 25 der 34 Ligaspiele eingesetzt und blieb dabei torlos. Sein mit Saisonende auslaufender Vertrag wurde vom Franchise aus Las Vegas nicht verlängert, woraufhin Fehr erneut vereinslos wurde.
Erst zweieinhalb Jahre später fand er mit dem Ligarivalen Monterey Bay FC im Februar 2022 wieder einen neuen Verein.